# Kabinett Lam

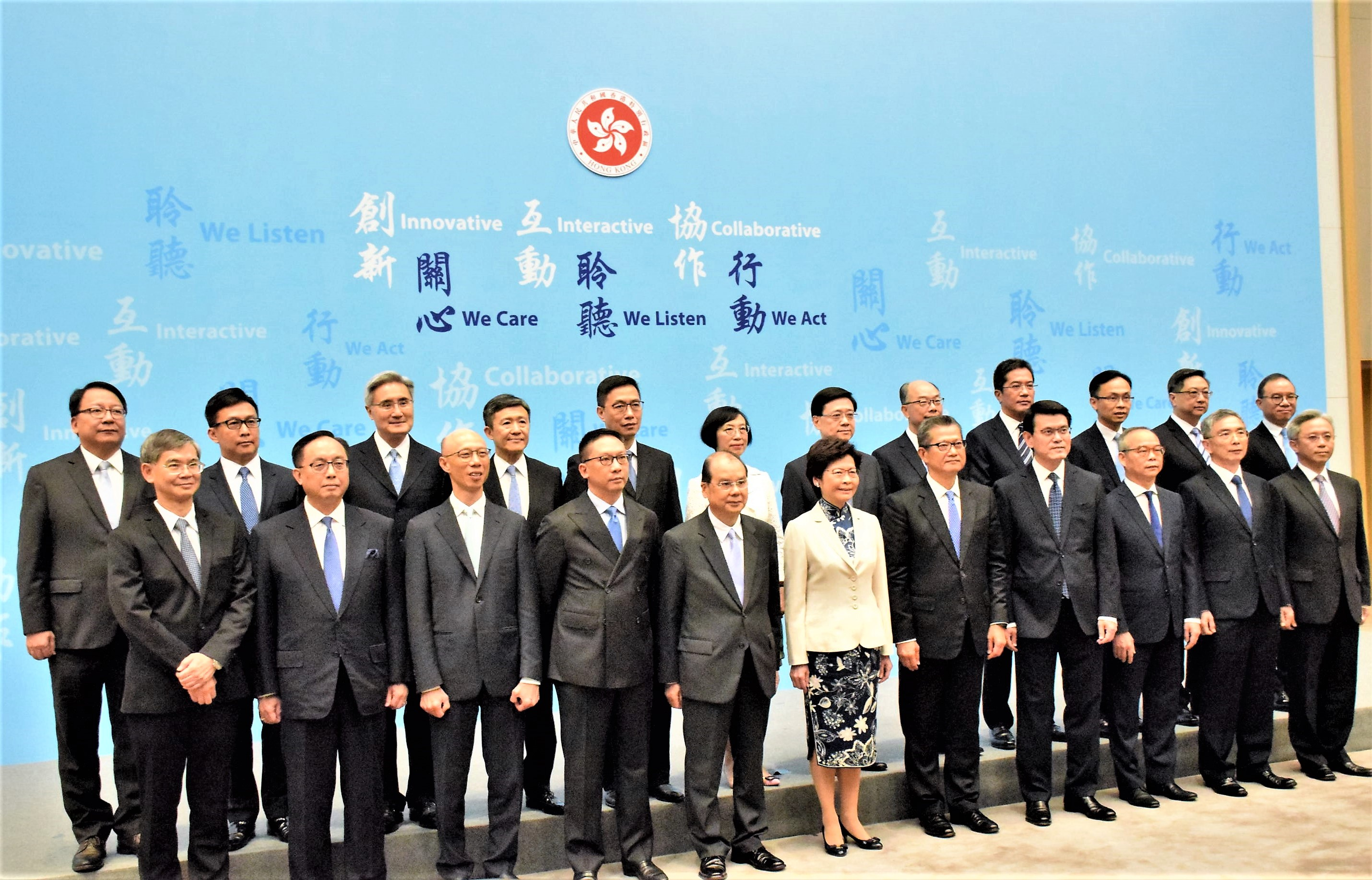
Carrie Lam mit ihrem Kabinett am 21. Juni 2017

Das Kabinett Lam war vom 1. Juli 2017 bis zum 30. Juni 2022 die Regierung der chinesischen Sonderverwaltungszone Hongkong. Seit dem 1. Juli 2022 wird es durch die Regierung Lee abgelöst.

## Mitglieder des Kabinetts
| Amt                                               | Bild | Name            | Chinesisch | Partei    | Bemerkung                                                                                    |
| ------------------------------------------------- | ---- | --------------- | ---------- | --------- | -------------------------------------------------------------------------------------------- |
| Chief Executive of Hong Kong                      |      | Carrie Lam      | 林鄭月娥   | parteilos | Regierungschefin                                                                             |
| Chief Secretary for Administration                |      | Matthew Cheung  | 張建宗     | parteilos | Stellvertretender Regierungschef und Stabschef (vom 1. Juli 2017 bis 25. Juni 2021)          |
| Chief Secretary for Administration                |      | John Lee        | 李家超     | parteilos | Stellvertretender Regierungschef und Stabschef (vom 25. Juni 2021 bis 30. Juni 2022)         |
| Financial Secretary                               |      | Paul Chan       | 陳茂波     | parteilos | Finanzminister                                                                               |
| Secretary for Justice                             |      | Rimsky Yuen     | 袁國強     | parteilos | Justizminister (vom 1. Juli 2017 bis 6. Januar 2018)                                         |
| Secretary for Justice                             |      | Teresa Cheng    | 鄭若驊     | parteilos | Justizministerin (vom 6. Januar 2018 bis 30. Juni 2022)                                      |
| Secretary for the Environment                     |      | Wong Kam-sing   | 黃錦星     | parteilos | Umweltminister                                                                               |
| Secretary for Innovation and Technology           |      | Nicholas Yang   | 楊偉雄     | parteilos | Minister für Innovation und Technologie (vom 1. Juli 2017 bis 22. April 2020)                |
| Secretary for Innovation and Technology           |      | Alfred Sit      | 薛永恒     | parteilos | Minister für Innovation und Technologie (vom 22. April 2020 bis 30. Juni 2022)               |
| Secretary for Home Affairs                        |      | Lau Kong-wah    | 劉江華     | DAB       | Innenminister (vom 1. Juli 2017 bis 22. April 2020)                                          |
| Secretary for Home Affairs                        |      | Caspar Tsui     | 徐英偉     | DAB       | Innenminister (vom 22. April 2020 bis 24. Februar 2022)                                      |
| Secretary for Financial Services and the Treasury |      | James Lau       | 劉怡翔     | parteilos | Minister für Finanzdienstleistung (vom 1. Juli 2017 bis 22. April 2020)                      |
| Secretary for Financial Services and the Treasury |      | Christopher Hui | 許正宇     | DAB       | Minister für Finanzdienstleistung (vom 22. April 2020 bis 30. Juni 2022)                     |
| Secretary for Labour and Welfare                  |      | Law Chi-kwong   | 羅致光     | parteilos | Minister für Arbeit und Soziales                                                             |
| Secretary for the Civil Service                   |      | Joshua Law      | 羅智光     | parteilos | Minister für den öffentlichen Dienst (vom 1. Juli 2017 bis 22, April 2020)                   |
| Secretary for the Civil Service                   |      | Patrick Nip     | 聶德權     | parteilos | Minister für den öffentlichen Dienst (vom 22. April 2020 bis 30. Juni 2022)                  |
| Secretary for Security                            |      | John Lee        | 李家超     | parteilos | Minister für Sicherheit (vom 1. Juli 2017 bis 25. Juni 2021)                                 |
| Secretary for Security                            |      | Chris Tang      | 鄧炳強     | parteilos | Minister für Sicherheit (vom 25. Juni 2021 bis 30. Juni 2022)                                |
| Secretary for Transport and Housing               |      | Frank Chan      | 陳帆       | parteilos | Minister für Verkehr, Bauen und Wohnen                                                       |
| Secretary for Food and Health                     |      | Sophia Chan     | 陳肇始     | parteilos | Ministerin für Ernährung und Gesundheit                                                      |
| Secretary for Commerce and Economic Development   |      | Edward Yau      | 邱騰華     | parteilos | Minister für Handel und wirtschaftliche Entwicklung                                          |
| Secretary for Development                         |      | Michael Wong    | 黃偉綸     | parteilos | Minister für Entwicklung                                                                     |
| Secretary for Education                           |      | Kevin Yeung     | 楊潤雄     | parteilos | Bildungsminister                                                                             |
| Secretary for Constitutional and Mainland Affairs |      | Patrick Nip     | 聶德權     | parteilos | Minister für Verfassungs- und Festlandangelegenheiten (vom 1. Juli 2017 bis 22. April 2020)  |
| Secretary for Constitutional and Mainland Affairs |      | Erick Tsang     | 曾國衞     | parteilos | Minister für Verfassungs- und Festlandangelegenheiten (vom 22. April 2020 bis 30. Juni 2022) |